# 沃利亞-斯維奇夫西卡
50°51′45″N 24°31′0″E / 50.86250°N 24.51667°E
沃利亞-斯維奇夫西卡（烏克蘭語：Воля-Свійчівська）是烏克蘭西北部的村莊，隸屬沃倫州的沃洛德米爾區。該村始建於1577年，面積0.57平方公里，海拔高度218米，2001年人口117，人口密度每平方公里204.19人。